# Lực lượng biên phòng

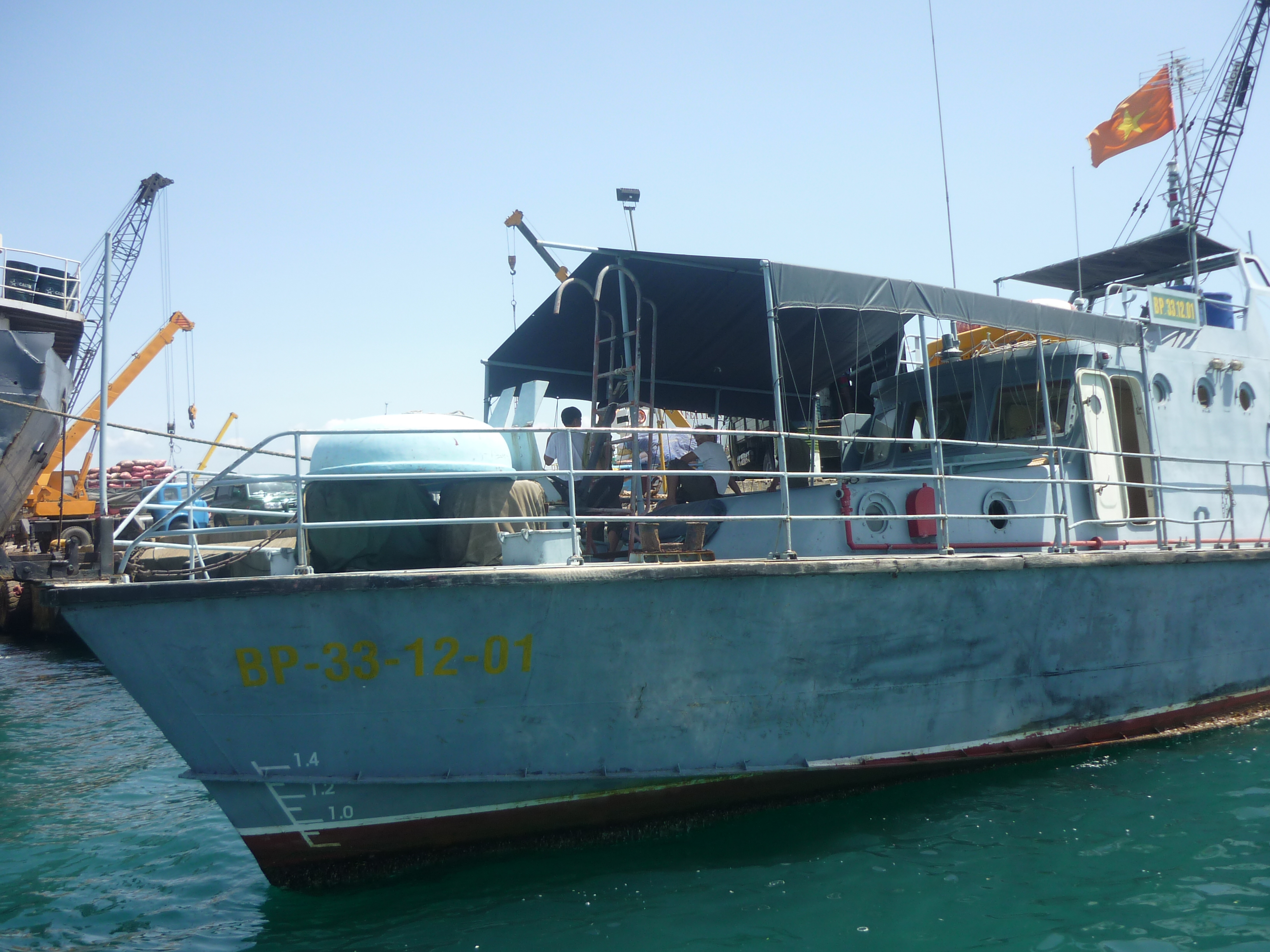
Tàu tuần tra của Bộ đội Biên phòng Việt Nam tỉnh Khánh Hòa tháng 8/2009

Lực lượng Biên phòng là một lực lượng vũ trang của quốc gia, chuyên giữ nhiệm vụ quản lý, bảo vệ chủ quyền, toàn vẹn lãnh thổ, an ninh, trật tự biên giới quốc gia (trên đất liền, hải đảo, vùng biển, cửa khẩu). Biên phòng là một lực lượng vũ trang có chức năng hỗn hợp, vừa làm công tác phòng thủ của quân đội, vừa làm công tác an ninh và công tác quản lý hành chính ở vùng biên giới. Ở nhiều quốc gia, lực lượng Biên phòng chịu sự quản lý của Bộ Nội vụ, hoặc Hội đồng An ninh Quốc phòng.